# Общественный фонд
Общественный фонд — один из видов некоммерческих фондов, представляет собой не имеющее членства общественное объединение, цель которого заключается в формировании имущества на основе добровольных взносов, иных, не запрещенных законом поступлений, и использовании данного имущества на общественно полезные цели.
Фондом признается не имеющая членства некоммерческая организация, учрежденная гражданами и (или) юридическими лицами на основе добровольных имущественных взносов и преследующая социальные, благотворительные, культурные, образовательные или иные общественно полезные цели.
Благотворительная деятельность осуществляется общественным фондом в целях:
- социальной поддержки и защиты граждан, включая улучшение материального положения малообеспеченных, социальную реабилитацию безработных, инвалидов и иных лиц, которые в силу своих физических или интеллектуальных особенностей, иных обстоятельств не способны самостоятельно реализовать свои права и законные интересы;
- подготовки населения к преодолению последствий стихийных бедствий, экологических, промышленных или иных катастроф, к предотвращению несчастных случаев;
- оказания помощи пострадавшим в результате стихийных бедствий, экологических, промышленных или иных катастроф, социальных, национальных, религиозных конфликтов, жертвам репрессий, беженцам и вынужденным переселенцам;
- содействия укреплению мира, дружбы и согласия между народами, предотвращению социальных, национальных, религиозных конфликтов;
- содействия укреплению престижа и роли семьи в обществе;
- содействия защите материнства, детства и отцовства;
- содействия деятельности в сфере образования, науки, культуры, искусства, просвещения, духовному развитию личности;
- содействия деятельности в сфере профилактики и охраны здоровья граждан, а также пропаганды здорового образа жизни, улучшения морально-психологического состояния граждан;
- содействия деятельности в сфере физической культуры и массового спорта;
- охраны окружающей среды и защиты животных;
- охраны и должного содержания зданий, объектов и территорий, имеющих историческое, культовое, культурное или природоохранное значение, и мест захоронения.

Имущество, переданное фонду его учредителями (учредителем), является собственностью фонда. Фонд использует имущество для целей, определенных уставом фонда. Учредители и управляющие имуществом общественного фонда не вправе использовать указанное имущество в собственных интересах.
Фонд вправе заниматься предпринимательской деятельностью, соответствующей этим целям и необходимой для достижения общественно полезных целей, ради которых фонд создан. Для осуществления предпринимательской деятельности фонды вправе создавать хозяйственные общества или участвовать в них.